# Kökpiekty (stacja kolejowa)
Kökpiekty (kaz. Көкпекті; ros. Кокпекты, Kokpiekty) – węzłowa stacja kolejowa w miejscowości Żangaauył, w rejonie Bukar Żyrau, w obwodzie karagandyjskim, w Kazachstanie. Węzeł linii Astana – Szu (Nowy Jedwabny Szlak) z liniami do Temyrtau (Karagandyjskie Zagłębie Węglowe) i Karagajły.